# Виноградная улитка
Виногра́дная ули́тка (лат. Helix pomatia) — наземный брюхоногий моллюск, подкласс лёгочных улиток семейства гелицид. Крупнейшая улитка Европы.
Считается, что родиной виноградной улитки являются Центральная и Юго-Восточная Европа. С давних времён человек использовал виноградных улиток в качестве пищи, причём деликатесом они не являлись, и люди любого социального положения употребляли их в качестве простого в добывании источника пропитания.
Вид расселился во всех, кроме северной, частях Европы, включая побережье Балтийского моря. Обитает в зарослях кустарника, на светлых лесных опушках, в садах, парках. Улитка находится в активном состоянии с весны до первых холодов, после чего зарывается в почву на глубину до 30 см и впадает в анабиоз. Во время анабиоза устье раковины закрывается пробкой из плотной застывшей слизи — эпифрагмой, толщина которой зависит от суровости зимнего времени.
В природе виноградная улитка живёт в среднем 7—8 лет, но нередко может дожить и до 20 лет, если не будет съедена хищником. Зарегистрированный рекорд равен 30 годам, однако в данном случае особь содержалась в домашних условиях.

## Описание
Характер и образ жизни улитки

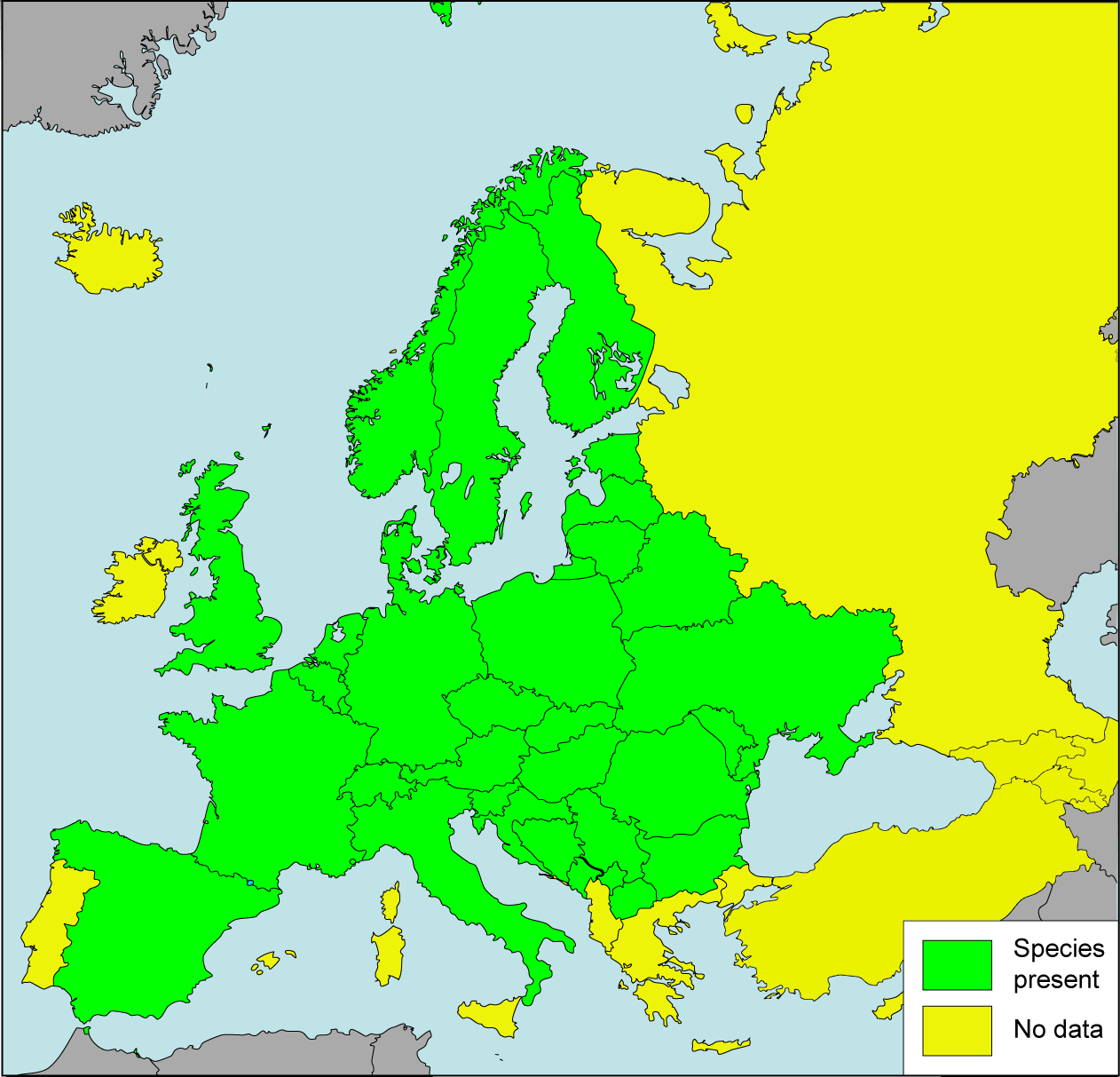
Распространение в Европе

Активность улиток проявляется в теплое время: с начала весны до осенних заморозков. В холодный период они впадают в анабиоз, или зимнюю спячку. Длится период покоя до 3 месяцев. Для зимовки моллюски подготавливают камеры в почве.
Будучи хорошими землекопами, они мускулистой ногой делают углубления. Глубина от 6 до 30 см зависит от плотности грунта и других условий. Если улитка не сможет зарыться в твердый грунт, она прячется под листьями.
Устье раковины улитки затягивают специальной плёнкой из слизи, которая после застывания превращается в плотную крышечку. Для притока воздуха сохраняется маленькая отдушина.
Проверить это можно при погружении улитки в воду — появятся пузырьки как свидетельство газообмена. Толщина такой пробки зависит от условий зимования. Известковая оболочка надежно защищает тело моллюска от внешней среды. В период спячки потеря веса достигает 10%, а восстановление длится в течение месяца после пробуждения.
Улитка в спячке всегда лежит устьем вверх. Это позволяет сохранять небольшой воздушный слой, предохраняет от попадания бактерий и облегчает пробуждение весной. Чтобы не быть затопленной, ей нужно максимально быстро выбраться на поверхность за несколько часов.
Днём моллюски пассивны, прячутся в неприметных местах под укрытием листьев или камней, на влажной почве или отсыревшем мху. Влажность воздуха влияет на поведение улиток.
В сухую погоду они вялые и бездеятельные, сидят в раковинах, затянутых прозрачной пеленой от испарения и обезвоживания. В дождливые дни улитка выходит из спячки, защитную плёнку устья раковины съедает, возрастает скорость её передвижения, увеличивается период активного поиска пищи.
Интересен факт регенерации, или восстановления улитками недостающих частей тела. Если хищник откусит у моллюска щупальца или часть головы, улитка не погибнет, а сможет отрастить недостающее в течение 2-4 недель.

Разведение виноградных улиток в домашних условиях сегодня не редкость. Этим объясняется, что в ряде государств, несмотря на запреты ввоза моллюсков, интерес к ним сохраняется и цена виноградной улитки растет.

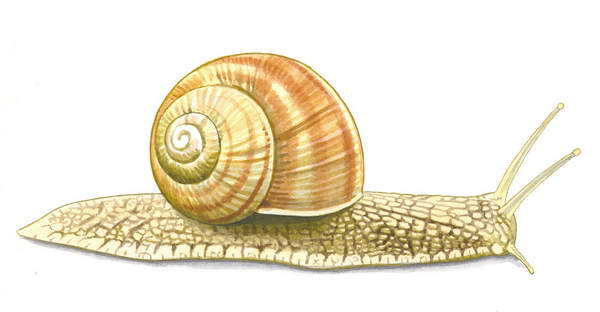
Рисунок взрослой особи

### Внешний вид
Тело, как и у всех представителей класса, внешне разделяется на раковину и туловище. В последнем выделяют ногу и голову. Внутренние органы окружены мантией, часть которой видна снаружи. 

#### Раковина

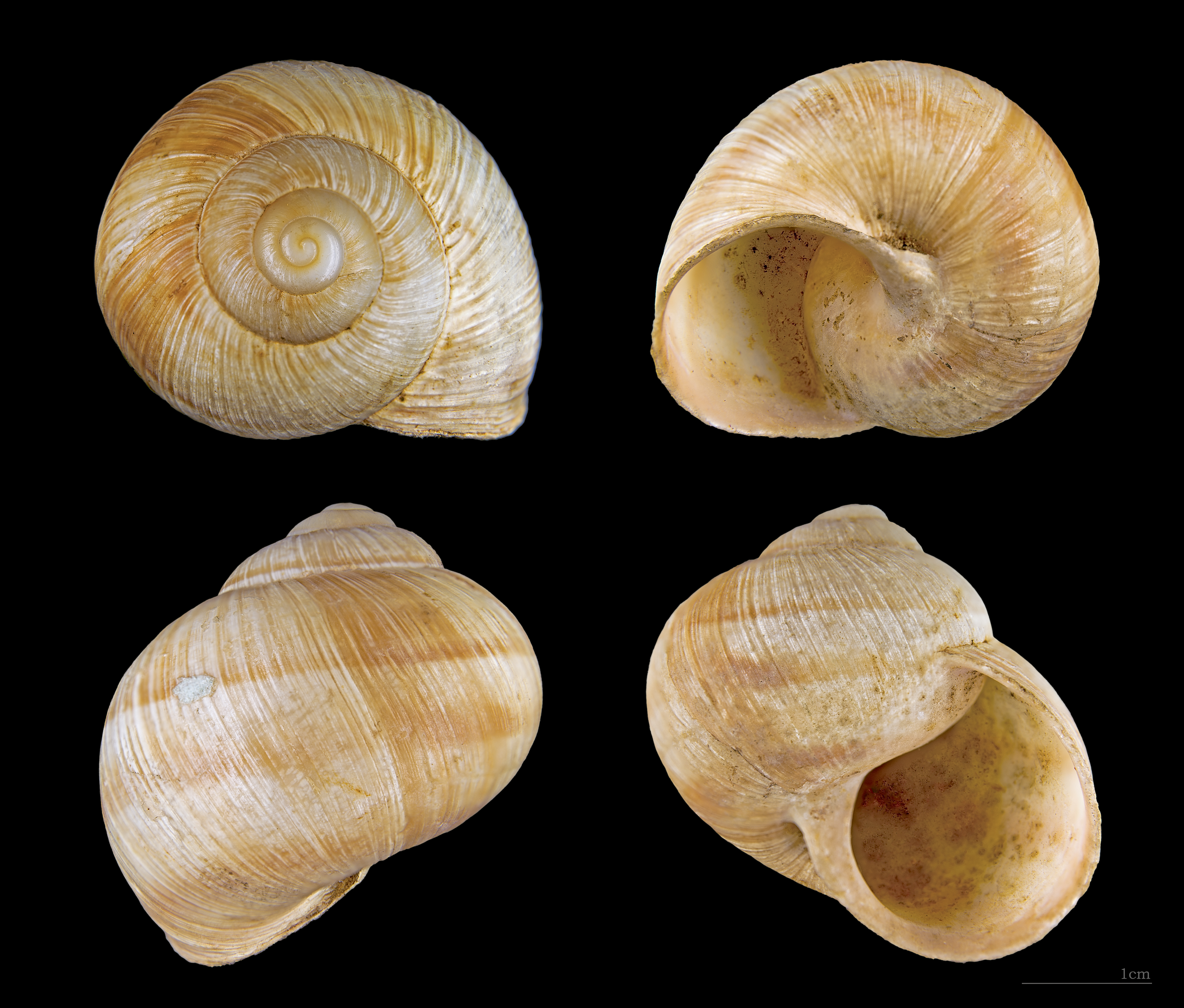
Раковина виноградной улитки

Диаметр раковины взрослой особи в среднем составляет 3—5,5 см; объём её достаточен для того, чтобы полностью вместить всё туловище. Раковина спирально изогнутая; имеет 4,5 (иногда и 5) оборота, лежащих в разных плоскостях (т. н. турбоспираль); закручена направо; раскручивается по часовой стрелке. Такие раковины называются дексиотропными, правозакрученными.
Цвет раковины варьирует от жёлто-коричневого до коричнево-белого. Вдоль всей длины 2-3 первых оборотов проходит 5 тёмных и 5 светлых полос. Окрас раковины у одних особей более тёмный, у других — более светлый. Насыщенность окраски зависит от места обитания и связана с интенсивностью освещения и фоном окружающей среды, то есть помогает маскировке. Окрас раковины может меняться в зависимости от того, какую пищу употребляет особь.
Раковина ребристая. Благодаря этому увеличивается площадь поверхности, что позволяет накапливать большее количество влаги. Рёбра также придают раковине большую прочность и, помимо этого, благодаря им раковина меньше весит.

Взрослая особь с вытянутой ногой

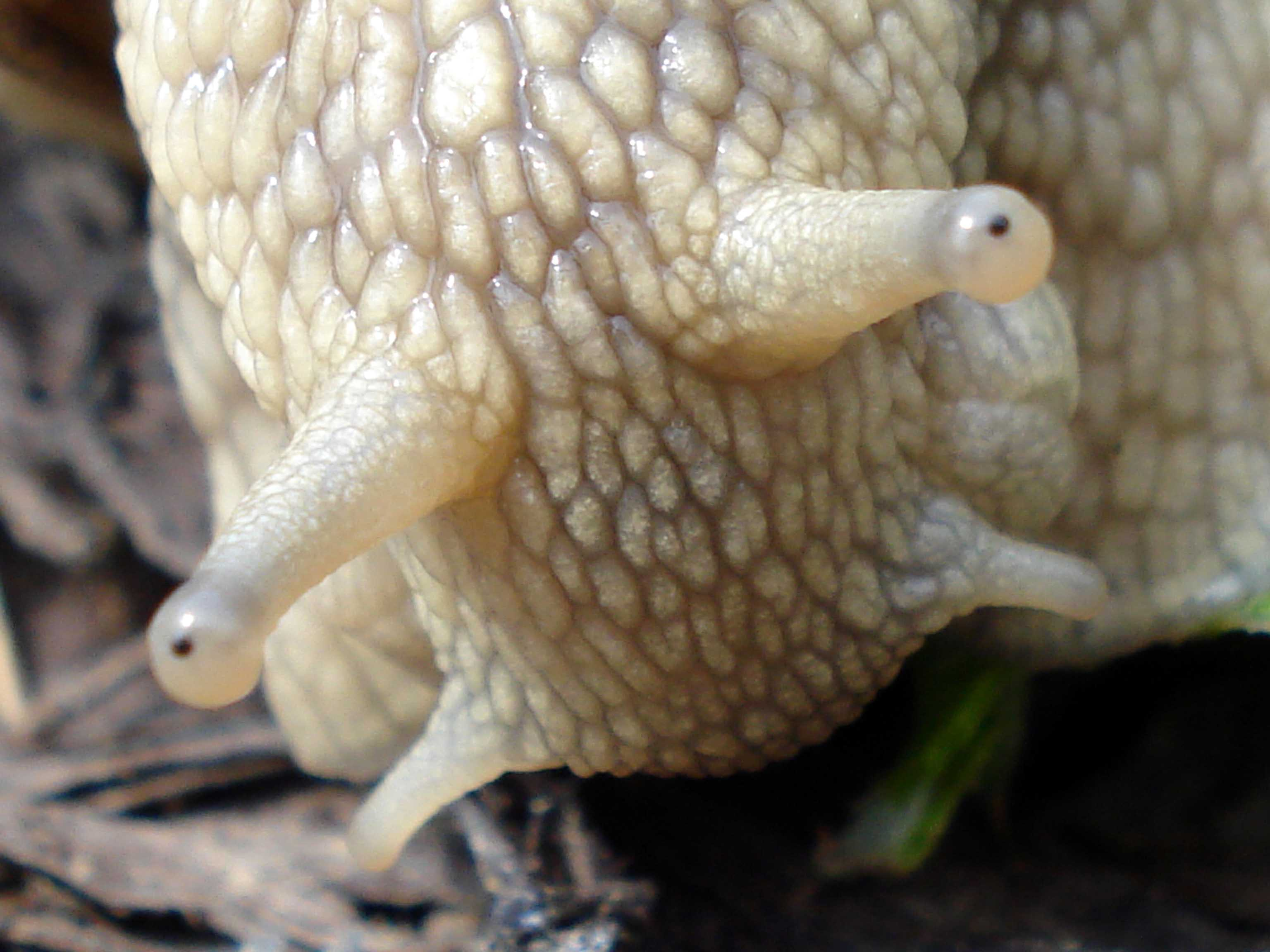
Передняя часть туловища

#### Нога и туловище
Обычная длина ноги взрослой особи — 3,5—5 см, однако животное может сильно вытянуться, вплоть до 8—9 см.
Тело виноградной улитки очень упругое. Окрас его неодинаков у разных особей, как и окрас раковины. Обычно цвет тела бежевый с коричневым оттенком, реже тёмно-серый. Оно имеет свой особенный рисунок. В некоторых случаях улитки лишены такого рисунка или он почти незаметен, таким образом, окрас ноги у них однотонный. Цвет тела может меняться у одной особи при употреблении ею различной пищи.
Тело сплошь покрыто морщинами, участки между ними имеют вид четырёхугольников. Морщины увеличивают площадь поверхности ноги, в них задерживается влага.

#### Щупальца
Над ротовым отверстием улитки имеются две пары щупалец. Длина передних щупалец — губных — колеблется от 2,5 до 4,5 мм. Они несут обонятельную функцию. Длина задних щупалец — глазных — от 1 до 2 см. На конце последних находятся глаза, все рецепторы которых содержат одинаковый фотопигмент, что является причиной цветовой слепоты животного. Однако глаза способны не только различать интенсивность освещения, но и видеть предметы на расстоянии до 1 см[уточнить].

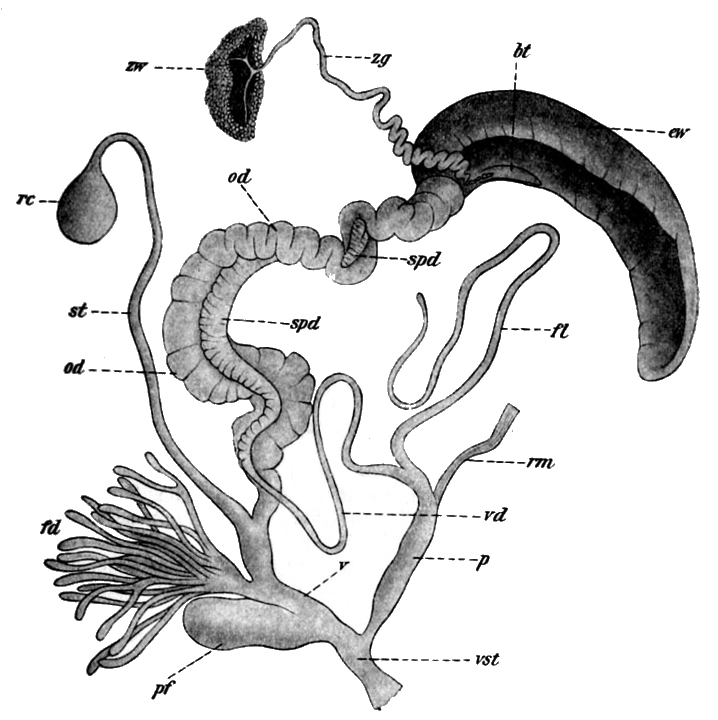
Половая система

Щупальца очень подвижны. Задние могут располагаться относительно друг друга под углом больше развёрнутого. Передние щупальца менее подвижны, положение меняют лишь в вертикальном направлении, опускаясь и поднимаясь; обычно образуют друг с другом тупой угол. Обе пары очень чувствительны: при случайном касании предметом щупальца моментально убираются внутрь. Глазные щупальца также негативно реагируют на очень яркий свет.

### Внутреннее строение
Как и у всех представителей класса, пищеварительная система виноградной улитки подразделяется на эктодермальную переднюю кишку и энтодермальную среднюю кишку. Дыхание лёгочное. Сердце, расположенное над задней кишкой, состоит из левого предсердия и желудочка и окружено перикардием. Кровь бесцветна. Нервная система разбросанно-узловая, состоит из нескольких ганглиев. Выделительная система состоит из одной почки, сообщающейся одним концом с перикардием, а другим открывающейся в мантийную полость рядом с анусом. Половая система гермафродитна, оплодотворение перекрёстное.

## Физиологические особенности

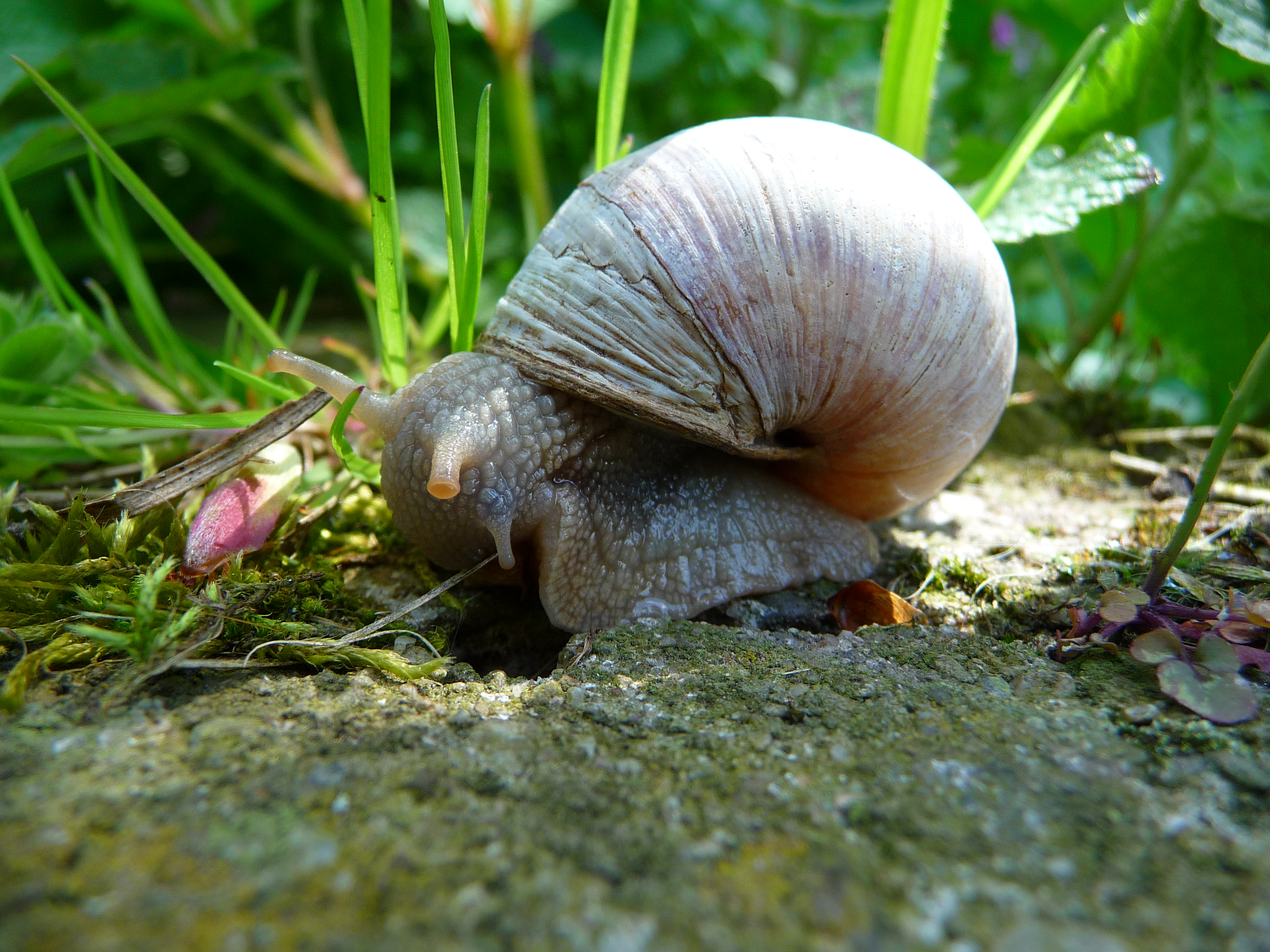
Принятие пищи

### Питание

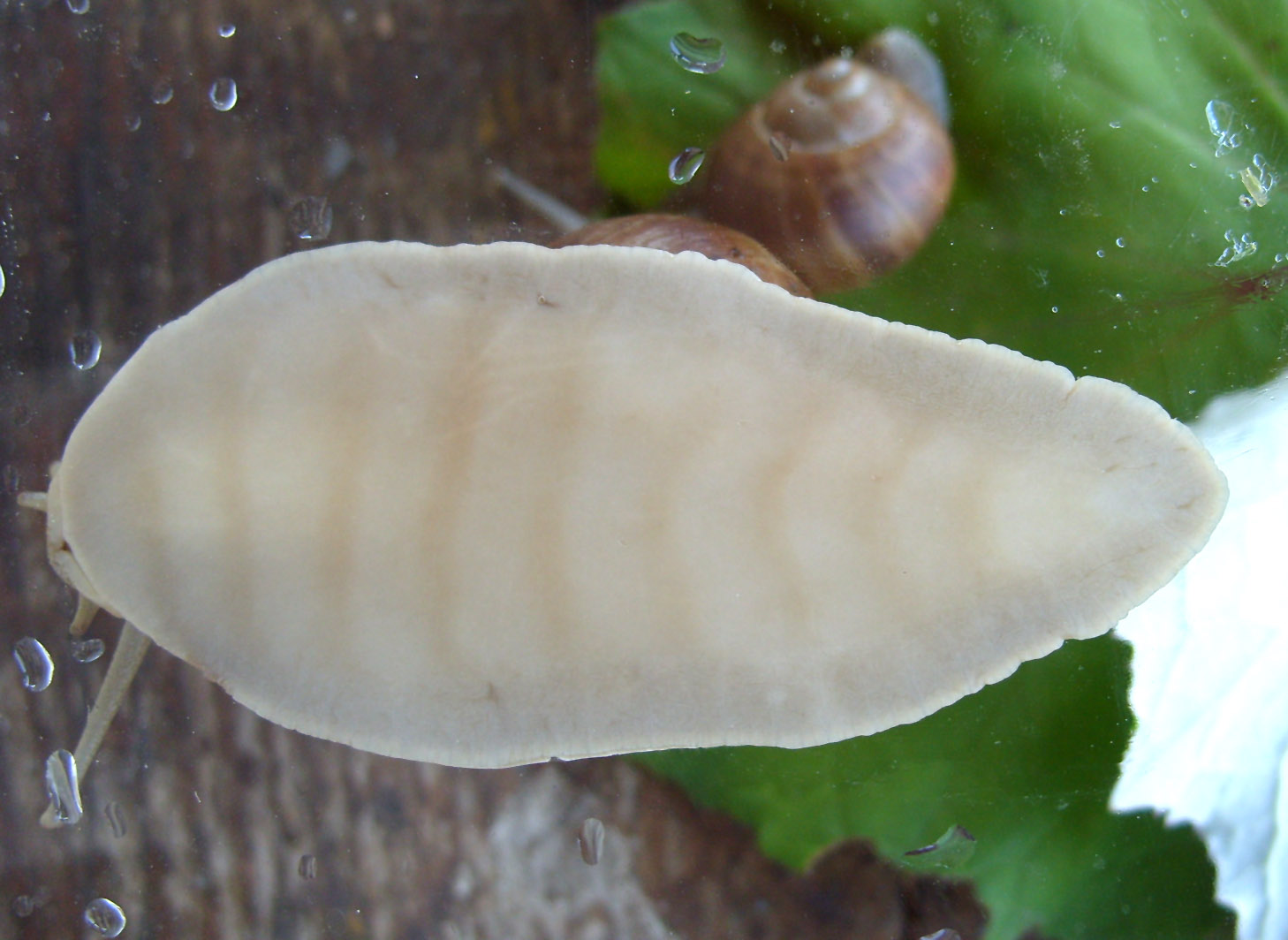
Виноградная улитка, движущаяся по стеклу

Виноградная улитка травоядная; питается как живой растительностью, так и остатками растений. Употребляет листья винограда и лесной земляники, капусту, крапиву, лопух, медуницу, одуванчик, подорожник, редьку, хрен. Для наращивания раковины животному требуются соли кальция. Наблюдаются также случаи поедания пищи животного происхождения.
Вышедшие из яиц особи в течение первого времени питаются только веществами, содержащимися в почве.
Бывает, что улитка питается и некоторыми фруктами (манго, банан и др.).
Опасны для улиток мучные изделия, но не запрещается кормить улитку домашним «крупяным печеньем». В состав этого печенья входят некоторые крупы (которыми питается улитка), размоченная в воде и слепленная вами форма хлеба (не ржаного).

### Дыхание
Виноградная улитка дышит с помощью лёгкого. Дыхательное отверстие — пневмостом — находится между складками мантии, по ту же сторону, что и обороты раковины.

В нормальных условиях дыхательное отверстие закрывается и открывается приблизительно 1 раз в минуту, при повышенной влажности воздуха оно проявляет активность реже. Увеличение количества открытий и закрытий дыхательного отверстия находится в прямой зависимости от повышения концентрации углекислого газа в воздухе. 

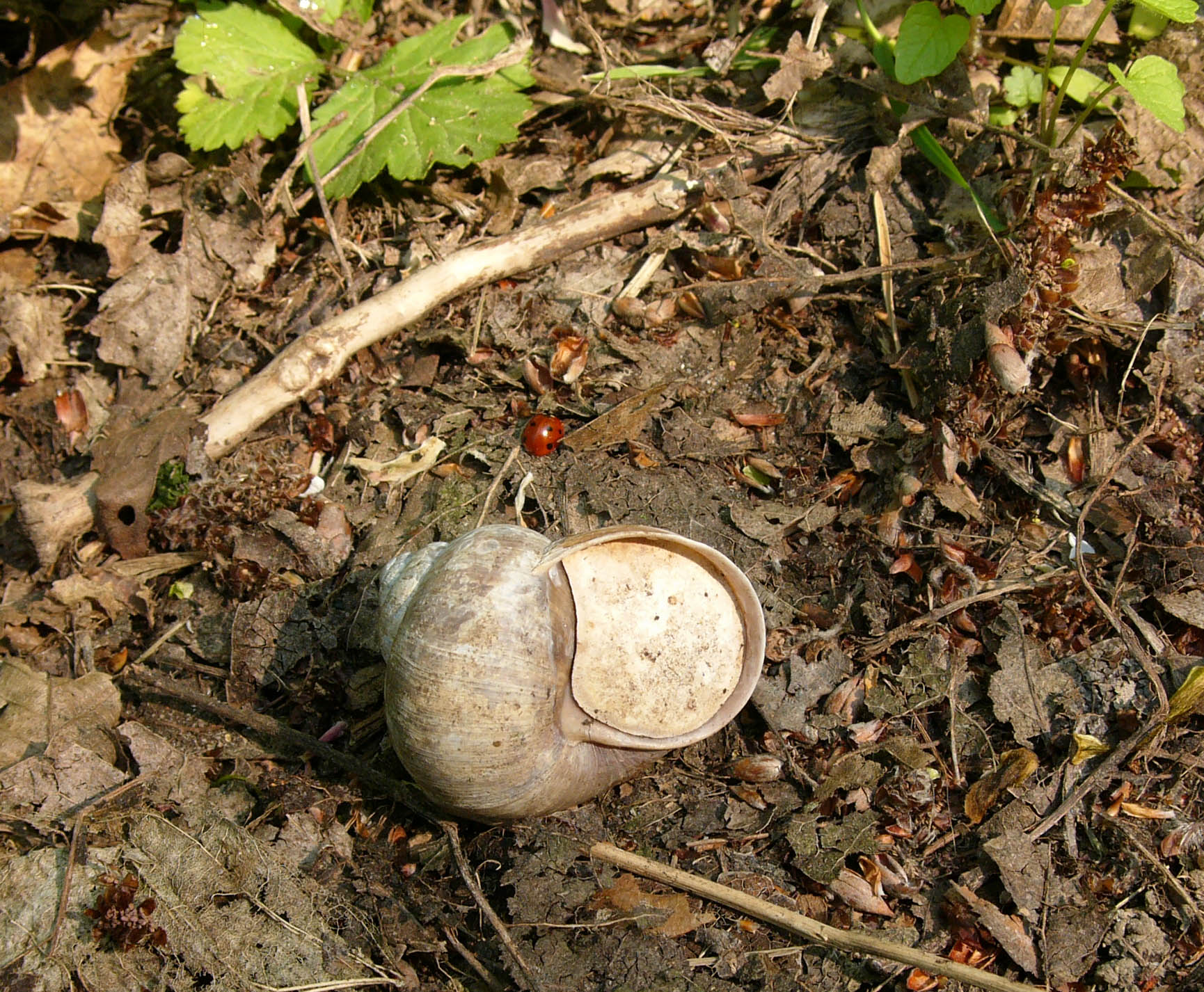
Закупоренная эпифрагмой раковина

### Передвижение
Виноградная улитка передвигается с помощью своей мускулистой ноги. С помощью сокращений мышц животное, скользя, отталкивается от поверхности. При передвижении выделяется слизь, смягчающая трение, облегчающая передвижение по субстрату. Железы, выделяющие слизь, расположены в передней части тела.
Максимальная скорость передвижения составляет около 7 см в минуту.
Она может устроиться и на горизонтальной (например, на земле под камнем), и на вертикальной (на стенах построек, на боковом стекле моллюскария в домашних условиях) поверхности.

### Анабиоз
Анабиоз у виноградной улитки продолжается до 3 месяцев. В природных условиях Беларуси — минимум 5 месяцев, при этом моллюски с периодом анабиоза менее 60 суток в условиях эксперимента далее отличались пониженной плодовитостью или вообще не давали яиц.

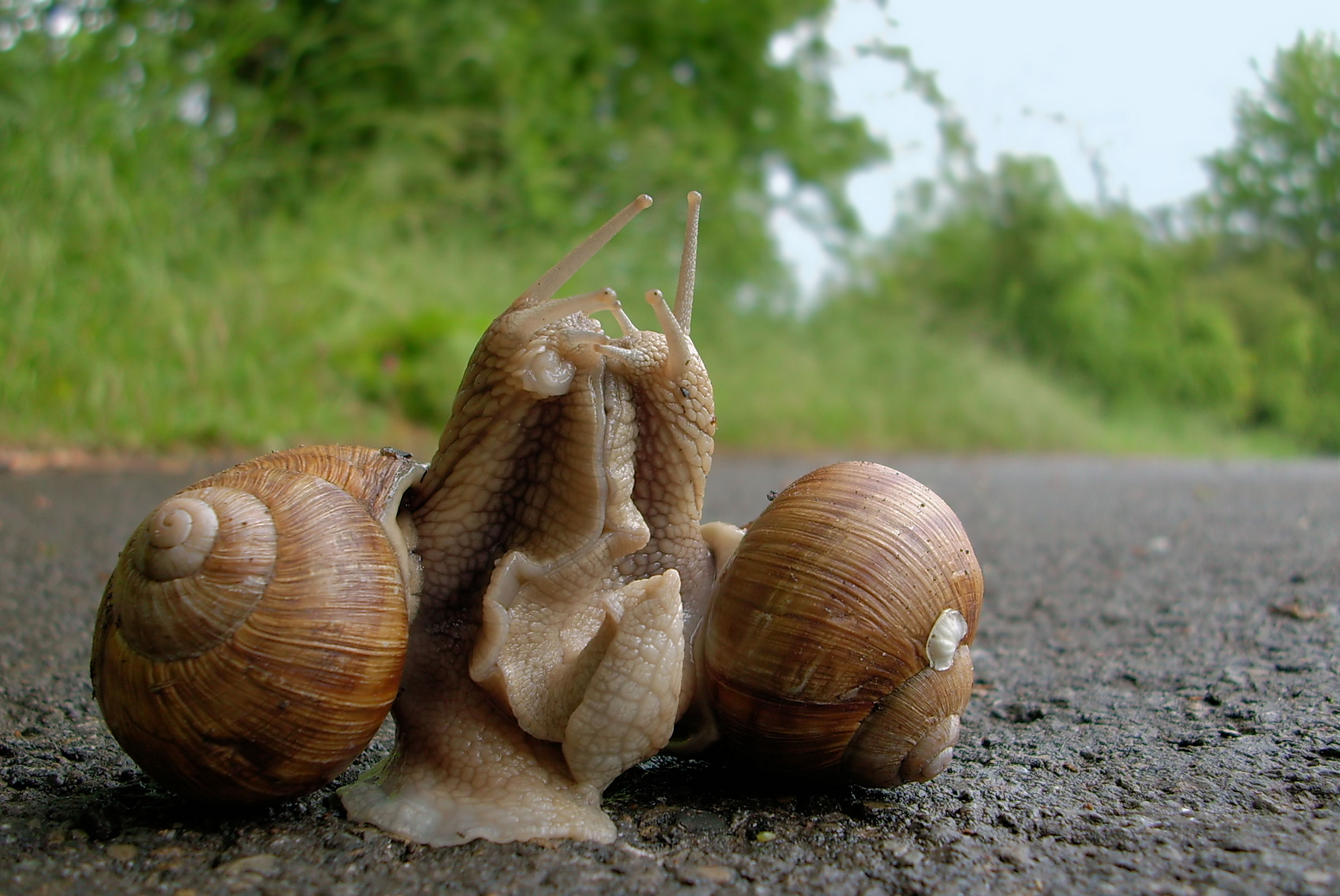
Спаривающиеся виноградные улитки

Нижней частью ноги — подошвой — особь прикрепляется к субстрату, после чего сворачивается внутрь раковины. Всё ещё удерживаясь на поверхности кончиком ноги, улитка плёнкой слизи затягивает пространство между поверхностью субстрата и краями устья раковины, после чего убирает оставшуюся часть ноги, закрывая отверстие складками мантии. Плёнка застывает, превращаясь в эпифрагму.

### Размножение
Виноградные улитки являются гермафродитами. Спаривание происходит весной и в начале осени. Особь, стремящуюся к спариванию, легко обнаружить по её поведению: она ползёт, словно что-то ищет, останавливается, вытягивает туловище. Две улитки, таким образом нашедшие друг друга, переходят к «любовной игре», предшествующей непосредственно копуляции.
При непосредственном акте оплодотворения особи прижаты друг к другу подошвами. У обеих особей с правой стороны туловища, чуть ниже ротовой полости, появляются эластичные белые выросты — половые органы. Последние постоянно меняют форму: то резко и быстро убираются, то плавно появляются вновь. Дыхательные отверстия во время полового акта очень расширены и почти не закрываются. Головы улиток прижаты друг к другу и находятся в круговом движении. Как только половые органы улиток соприкасаются друг с другом, первые стремительно вырастают до огромных размеров. Особи иногда расползаются в разные стороны. Вслед за этим процесс спаривания продолжается. В среднем акт длится около 2 часов.
Интересен тот факт, что во время спаривания улитки колют друг друга тонкими известковыми пластинками, которые называются «любовными стрелами». Эти пластинки образуются в специальном органе — мешке любовных стрел, расположенном возле семяприёмника. При спаривании улиток «стрелы» выходят из половых органов и впиваются в тело партнёра, после чего растворяются, не причиняя моллюскам никакого вреда. Существует предположение, что назначение «стрел» заключается в стимуляции размножения.
Достигнув пика своего возбуждения, улитки соединяют половые органы. В это время начинает происходить обмен мужскими половыми клетками. Через небольшой промежуток времени партнёры убирают половые органы и расходятся.

Виноградные улитки в возрасте восьми дней

## Вылупление
Вылупляются виноградные улитки в земле, на глубине 5—10 см. На момент вылупления диаметр раковины составляет 2—2,5 мм, диаметр же шарообразного яйца — около 5—7 мм. Яйцо мягкое, имеет белую окраску. Улитка, полностью сформировавшись, поедает остатки скорлупы яйца и не спеша начинает ползти вверх. Поверхности она достигает через 8—10 дней; всё это время улитка питается почвой и содержащимися в ней веществами.

## Естественные враги
Естественными врагами виноградной улитки являются ежи, землеройки, ящерицы, кроты и некоторые другие животные. Также естественными врагами являются различные виды ползающих жуков, которые могут заползти внутрь виноградной улитки через дыхательное отверстие, личинки жужелицы и некоторые виды хищных улиток.

## Виноградная улитка и человек

### Разведение
Виноградные улитки разводились с древних времён. По свидетельствам Плиния Старшего, первым их начал разводить Фульвий Липпин.
Сейчас в ряде стран существуют так называемые «улиточные фермы», на которых в больших количествах для последующего приготовления или экспорта разводят виноградных улиток, создавая им благоприятные условия.
Множество людей содержит представителей вида наряду с ахатинами в качестве домашних животных. Улитки, когда-то выпущенные на волю любителями, например на юге Московской области, в последние десятилетия благодаря потеплению климата расплодились и продолжают свою экспансию на север области.

### Применение

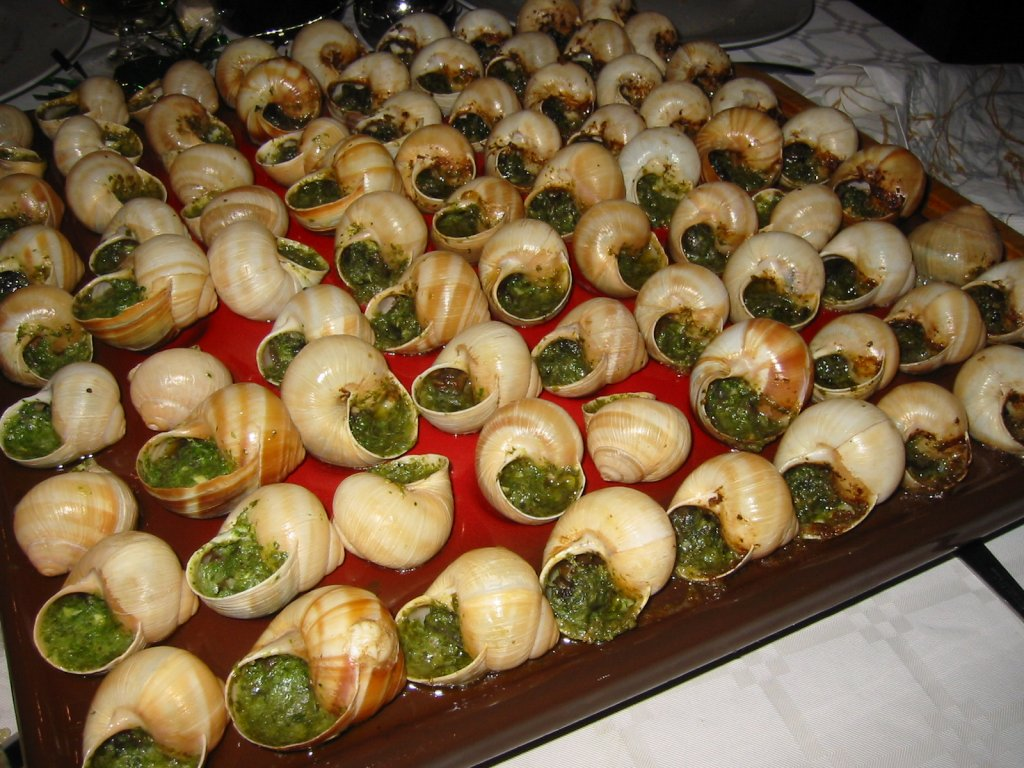
Эскарго из виноградных улиток

#### В кулинарии
В мясе виноградных улиток содержится 10 % белка, 30 % жира, 5 % углеводов, а также витамины B6, B12, железо, кальций, магний.
В воздушно-сухом веществе мяса виноградных улиток, по данным Института рыбного хозяйства НАН Беларуси, содержится 60-65 % белка, около 5 % жира, остальное — низкомолекулярная органика и минеральные соединения — зола.
 В Испании, Франции и Италии виноградную улитку употребляют в пищу. Во Франции её готовят в раковине в растительном масле, приправленном петрушкой (см. эскарго). Считается, что вкус её превосходит вкус других съедобных улиток. Во Франции, Германии, Австрии, Швейцарии и ряде других стран она редкая и защищена законом; завозится из Греции и других стран, где собирается или специально разводится (гелицекультура). В ряде стран, в том числе в России в Калининградской области, улиток достаточно широко разводят на продажу в рестораны, для фармацевтической промышленности, для реализации в магазинах.
В 2010 году кулинар Доминик Пьерю нашёл способ соления яиц виноградной улитки и приготовления так называемой улиточной икры. По вкусу это блюдо напоминает благородные виды грибов.

#### В медицине
Экстракт, приготовленный из виноградной улитки — гелицидин — используется из-за своих свойств бронхо-релаксанта. Представители вида также используются для выделения ценных веществ — лектинов.

### Образ в культуре

Герб коммуны Целль

#### В геральдике
Виноградная улитка изображена на гербе швейцарской коммуны Целль (Цюрих). Символическое значение не ясно. Известно, что впервые изображение появилось в 1845 году на фонаре противопожарной службы деревни (возможно, в качестве отличительного знака за высокую оперативность реагирования службы). Затем в 1930 году коммуна переняла герб.

#### В искусстве
Существует цикл сказок с названием «Улитки», созданный писательницей Юлией Кургузкиной, в которых улитки путешествуют, встречают других животных и даже летают на воздушном змее.

В песне «Улитка», стихи к которой написал Александр Кушнер, и которую исполнял Сергей Бальцер, есть строки:
В сад через ржавую входишь калитку,
Что этой почвы в изломах мертвей?
Бог виноградную создал улитку,
Чтобы нам опыты ставить на ней.

### Вред сельскому хозяйству
Виноградная улитка является вредителем сельского хозяйства. В первую очередь потому, что питается молодыми побегами сельскохозяйственных культур, в частности винограда. В ряде стран является предметом истребления. В некоторые страны, в частности страны Северной и Южной Америки, ввоз виноградных улиток запрещён.